# آرسنیک اسید
آرسنیک اسید (به انگلیسی: Arsenic acid) با فرمول شیمیایی H3AsO4 یک ترکیب شیمیایی است. که جرم مولی آن 141.94 g/mol می‌باشد. شکل ظاهری این ترکیب، بلورهای سفید است.